# Португалія на зимових Олімпійських іграх 2018
Португалія на зимових Олімпійських іграх 2018, що проходили з 9 по 25 лютого 2018 у Пхьончхані (Південна Корея), була представлена 2 спортсменами в 2 видах спорту: гірськолижний спорт та лижні перегони. Прапороносцем на церемонії відкриття Олімпійських ігор був лижник Кекуєн Лам.
Португалія ввосьме взяла участь в зимових Олімпійських іграх. Країна не здобула жодної медалі.

## Спортсмени
| Вид спорту          | Чоловіки | Жінки | Всього |
| ------------------- | -------- | ----- | ------ |
| Гірськолижний спорт | 1        | 0     | 1      |
| Лижні перегони      | 1        | 0     | 1      |
| Усього              | 2        | 0     | 2      |

## Гірськолижний спорт
| Спортсмен   | Дисципліна                   | Спуск 1 (DH) | Спуск 1 (DH) | Спуск 2 (Sl) | Спуск 2 (Sl) | Разом   | Разом | Разом |
| Спортсмен   | Дисципліна                   | Час          | Місце        | Час          | Місце        | Час     | Місце |       |
| ----------- | ---------------------------- | ------------ | ------------ | ------------ | ------------ | ------- | ----- | ----- |
| Артур Гансе | слалом, чоловіки             | 58.26        | 46           | 1:00.35      | 38           | 1:58.61 | 38    |       |
| Артур Гансе | гігантський слалом, чоловіки | 1:22.43      | 76           | 1:21.52      | 67           | 2:43.95 | 66    |       |

## Лижні перегони
| Спортсмен  | Дисципліна                     | Фінал   | Фінал |
| Спортсмен  | Дисципліна                     | Разом   | Місце |
| ---------- | ------------------------------ | ------- | ----- |
| Кекуєн Лам | 15 км, вільний стиль, чоловіки | 54:34.1 | 113   |